# Памятник А. В. Вишневскому (Москва)
Памятник Александру Васильевичу Вишневскому установлен в Москве на Большой Серпуховской улице перед Институтом хирургии им. А. В. Вишневского в 1951 году. Памятник имеет вид бронзовой сидящей фигуры на гранитном постаменте.

## История
Автором и скульптором памятника является С. Т. Конёнков, который в присущей ему манере жанровости изобразил врача как бы в момент окончания сложной, многочасовой операции: он одет в медицинский халат и фартук, рукава засучены, руки устало опущены на колени. На его лице — спокойствие и сосредоточенность. Постамент из грубоотесанных блоков финляндского красного гранита покоится на цоколе из чёрного лабрадорита. На передней стороне постамента помещена прямоугольная бронзовая табличка с рельефным текстом: «Александр Васильевич Вишневский. 1874—1948». Высота пьедестала составляет 5 м 36 см, высота скульптуры — 1 м 2 см. Памятник имеет статус объекта культурного наследия федерального значения.